# Hookeriopsis angolensis
Hookeriopsis angolensis là một loài Rêu trong họ Hookeriaceae. Loài này được (Welw. & Duby) Broth. ex Paris mô tả khoa học đầu tiên năm 1909.